# Superclásico de las Américas 2017
Superclásico de las Américas 2017 – Copa Doctor Nicolás Leoz là lần thứ 4 giải Superclásico de las Américas được tổ chức. Trận đấu được diễn ra tại sân Melbourne Cricket Ground ở Melbourne, Úc.

## Địa điểm

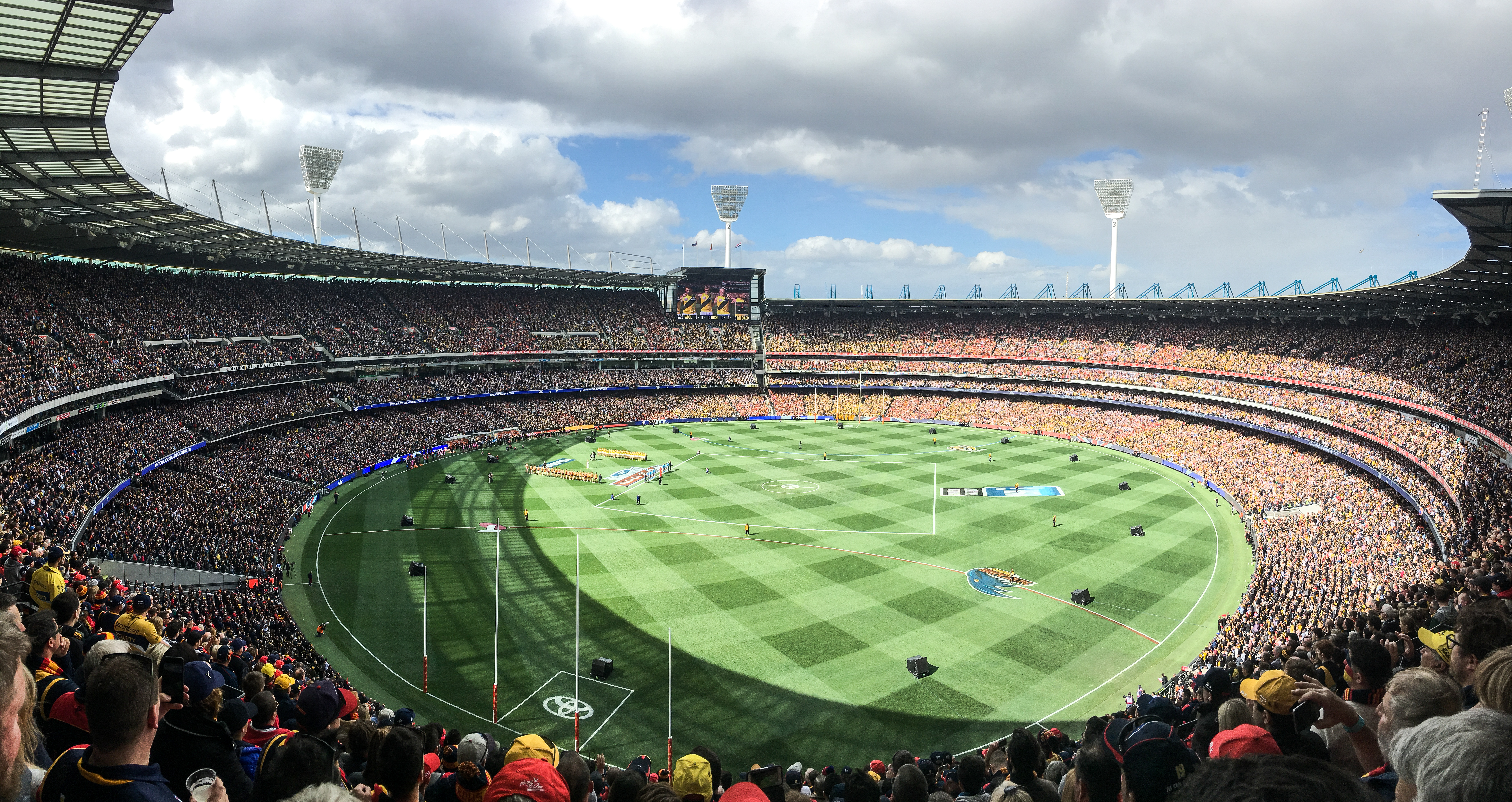
Cricket Ground ở Melbourne, Úc là nơi diễn ra trận đấu

## Trận đấu
Argentina thắng trận đấu với bàn thắng duy nhất của Gabriel Mercado ở phút thứ 44 của hiệp một.

### Chi tiết
| Brasil | 0–1      | Argentina   |
| ------ | -------- | ----------- |
|        | Chi tiết | Mercado 44' |

| Brasil | Argentina |

|                  |    |                   |     |     |
|                  |    |                   |     |     |
| GK               | 1  | Weverton          |     |     |
| DF               | 2  | Fagner            |     | 72' |
| DF               | 3  | Thiago Silva      |     |     |
| DF               | 4  | Gil               |     |     |
| DF               | 6  | Filipe Luís       |     |     |
| MF               | 15 | Paulinho          | 79' | 80' |
| MF               | 5  | Fernandinho       |     |     |
| MF               | 8  | Renato Augusto    |     | 65' |
| FW               | 11 | Philippe Coutinho |     |     |
| FW               | 9  | Gabriel Jesus     |     | 90' |
| FW               | 19 | Willian           |     |     |
| Thay người:      |    |                   |     |     |
| FW               |    | Douglas Costa     |     | 65' |
| DF               |    | Rafinha           | 80' | 72' |
| MF               |    | Giuliano          |     | 80' |
| FW               |    | Taison            |     | 90' |
| Huấn luyện viên: |    |                   |     |     |
| Tite             |    |                   |     |     |

| GK               | 1  | Sergio Romero      |     |     |
| DF               | 2  | Gabriel Mercado    |     | 74' |
| DF               | 17 | Nicolás Otamendi   |     |     |
| DF               | 4  | Jonathan Maidana   | 32' |     |
| MF               | 16 | José Luis Gómez    |     | 52' |
| MF               | 6  | Lucas Biglia       |     |     |
| MF               | 19 | Éver Banega        |     | 80' |
| MF               | 11 | Ángel Di María     |     |     |
| FW               | 10 | Lionel Messi       |     |     |
| FW               | 21 | Paulo Dybala       |     | 68' |
| FW               | 9  | Gonzalo Higuaín    |     | 45' |
| Thay người:      |    |                    |     |     |
| MF               |    | Joaquín Correa     |     | 45' |
| DF               |    | Nicolás Tagliafico |     | 52' |
| MF               |    | Guido Rodríguez    |     | 68' |
| DF               |    | Emanuel Mammana    |     | 74' |
| MF               |    | Manuel Lanzini     |     | 80' |
| Huấn luyện viên: |    |                    |     |     |
| Jorge Sampaoli   |    |                    |     |     |

## Truyền thông
- Argentina: América TV và TyC Sports
- Úc: 9Go!
- Brasil: TV Brasil và TV Cultura
- Chile: Canal 13
- Colombia: Caracol Televisión
- Paraguay: Red Guaraní và Tigo Sports
- Ba Lan: TVP
- Hoa Kỳ: beIN Sports
- Uruguay: Tenfield